# Епархия Сикуани
Епархия Сикуани (лат. Dioecesis Sicuanensis) — епархия Римско-католической церкви с центром в городе Сикуани, Перу. епархия Сикуани входит в митрополию Куско. Кафедральным собором епархии Сикуани является церковь Пресвятой Девы Марии Кармельской.

## История
10 января 1959 года Римский папа Иоанн XXIII издал буллу Universae Ecclesiae, которой учредил территориальную прелатуру Сикуани, выделив её из архиепархии Куско.
Папа Франциск 29 сентября 2020 года буллой Miro ordine возвёл территориальную прелатуру в ранг епархии.

## Ординарии епархии
- епископ Nevin William Hayes (10.01.1959 — 7.11.1970);
- епископ Miguel La Fay Bardi (26.07.1999 — 10.07.2013, в отставке);
- епископ Pedro Alberto Bustamante López (10.07.2013 — по настоящее время).

## Источник
- Annuario Pontificio, Ватикан, 2005;
- Булла Universae Ecclesiae  (лат.)